# Дипломатска шпијунажа
Обавештајна активност је стара колико и људска цивилизација и прве друштвене заједнице, али тек са настанком модерне државе обавештајна активност заузела је важно место у хијерархији послова који су значајни за њен опстанак и развој. Обавештајном активношћу прикупљају се подаци о свим питањима која су важна за једну државу. Обавештајна активност је специфична друштвена и политичка делатност, а одликује је тајност као основни принцип рада. За предмет свог рада, пре свега, има тајне у међуљудским односима, односно тајне држава, организација и појединаца које настоји да открије примењујући специфичне методе рада.
Обавештајни рад одувек је представљао један од најбитнијих фактора стабилности и успешности земље на међународном плану, а са друге стране и једну од најоспаснијих претњи за земљу према којој је управљен. Многи га сматрају превентивом и правом на одбрану. Као такав је један од најстаријих "заната", који у најширем смислу представља инструмент, и основни део понашања и деловања унутар безбедносне културе.
Са друге стране, дипломатија, као такође сложена друштвена категорија чији се настанак везује за појављивање првих држава и регулисање њихових међусобних односа, је у уској корелацији са деловањем обавештајних служби, у офанзивном и у дефанзивном смислу. То њихово, често испреплетено, деловање је посебно интересантно и често излази из националним законодавством, као и Бечком конвенцијом прописаних оквира. Узајамна повезаност и добар однос између дипломатског и обавештајног рада представљају успешно остваривање циљева и задатака државе акредитације насупрот државе пријема. Дипломатија има бројне користи од обавештајних служби, а такође се и обавештајне службе користе дипломатским сазнањима да остваре неке своје циљеве.

## Појам и историјски развој обавештајног рада
Обавештајни рад одувек је представљао један од најбитнијих фактора стабилности и успешности земље на међународном плану, а са друге стране и једну од најоспаснијих претњи за земљу према којој је управљен. Многи га сматрају превентивом и правом на одбрану. Као такав је један од најстаријих "заната", који у најширем смислу представља инструмент, и основни део понашања и деловања унутар безбедносне културе. Обавештајна делатност (обавештајни рад) је скуп планских, организованих и непрекидних мера и поступака које предузимају њени носиоци, ради остваривања увида у стање, могућности и намере појединих држава у појаве које су објект обавештајног истраживања. На основу тих сазнања предузимају се одговарајуће активности на политичком, војном и економском плану.
Обавештајне активности настају у преддржавном друштву тј. у родовско-племенским заједницама, упоредо са појавом социјалне неједнакости на унутрашњем и ратних сукоба на спољном плану. Настанак ових активности непосредно је условљен појавом тајне као друштвене категорије и сукоба који су резултат различитих интереса. Од извиђања и осматрања који постоје у најпримитивнијим колективима, обавештајна активност се квалитативно разликује, јер се њоме откривају тајне које противник намерно скрива (организованом и сврсисходном делатношћу). Према томе, обавештајна активност је настала на одређеном степену развитка првобитне заједнице, кроз дуготрајни еволутивни процес. Сматра се да је прикупљање тајних података војне и политичке природе било присутно и у најстаријим државним заједницама, а историја потврђује да су се обавештајним активностима интензивно бавили Хетити, Феничани и други народи Далеког, али и блиског и средњег истока.
У доба раног феудализма европски владари били су слабо информисани о Византији, источним Словенима и државама Средњег и Далеког истока. Насупрот томе, Византија је свестрано развила обавештајне активности и значајно обогатила укупну историју обавештајног рада и обавештајне службе. У организацији византијске дипломатије и шпијунаже посебно се исткакао цар Јустинијан, који је успео да против Бугара подигне Хуне, против Хуна Аваре, Вандале је сукобио са Источним Готима, а ове последње је победио уз помоћ Франака.
Света столица (Ватикан), односно Католичка црква, имала је посебно место у историји обавештајних активности у ери феудализма. Ради ширења католицизма, везивања сељака за црквене поседе, потчињавања многих владара папској власти и борбе против најљућих супарника, Католичка црква створила је моћну обавештајну организацију, обухватајући све слојеве становништва. Католичка црква развила је за то време најјачу обавештајну службу и дипломатску активност, примењујући разна средства, почев од политике веледржавног Рима до анатемисања и искључења из цркве, подмићивања, шпијунаже и тајних убистава и насиља, обмане, издаје, фалсификата и суровости- постајући узор многим тадашњим владарима у Европи.
Прерастање обавештајне активности у обавештајну службу као посебан, сталан и професионални орган државне управе са обавештајном функцијом започиње у XIII и траје до 19. века. Снажан подстрек овом процесу представљају велика географска открића и прва колонијална освајања у XV и XVI веку, која су проширила и ојачала робно-новчане и трговинске везе у земљама западне Европе, посебно у Холандији, Шпанији, Португалу, Француској и Енглеској. На стварање обавештајне службе, међутим, пресудно је утицало успостављање апсолутистичких монархија које су се одликовале много модернијим, професионалним и централизованим државним апаратом.
Први светски рат и догађаји који су му претходили довели су до огромног пораста кадровских и техничких ресурса обавештајних служби зараћених страна. Водеће западноевропске демократске земље изашле су из Првог светског рата са потпуно очуваном структуром војних обавештајних и контраобавештајних служби и без икаквих рестрикција у међународном погледу.
У периоду између два светска рата, у условима даљег заоштравања супротности имеђу водећих светских сила и победе Октобарске револуције у Русији, обавештајне активности убрзано се развијају, а обавештајне службе специјализују и увећавају. У новим условима појавила се потреба да се за сопствену политику у противничкој земљи придобију поједине политичке групе, партије, организације и покрети, па и читаве класе. Поред тога, стварају се огромне картотеке и евиденције, а примена технике и других научник достигнућа изискује стварање разних техничких и научних лабораторија, што још више увечава обавештајни апарат. Службе безбедности скоро свих земаља у потпуности су се организацијски оформиле, а кадровски и технички оспособиле и опремиле за активности најширих размера.
Модерна обавештајна активност условљена је постојањем обавештајне службе као дела државног апарата у систему безбедности државе. Место обавештајних служби у апарату државне власти и у систему националне безбедности је тачно одређено и код уређених стабилних држава све функционише хармонично. Генерално гледајући, службе прате важне догађаје и процесе у земљи и иностранству, и држе на курсу политичке носиоце на власти, аналзирају прошле и актуелне догађаје, и процењују будући развој сличних процеса како би се превентивно и адекватно реаговало и смањили ризици по виталне интересе, прате и анализирају ефекте које су изазвале политичке одлуке и њихове примене на спољнополитичком и унутрашњем плану и врше друге послове по налогу послодавца у шта спадају необавештајне активности односно офанзивна дејства (на пример ликвидације, диверзије, саботаже итд.). Крајњи циљеви обавештајних служби су активни утицаји на токове догађаја у процесе у страним државама и институцијама који се остварују у интересу сопствене државе или другог налогодавца.

## Обавештајне службе
Обавештајна служба представља сложен облик друштвеног организовања и деловања. Она постоји у свим познатим друштвеним заједницама које творе државни систем. У свету делује много разнородних служби, агенција и бироа који се баве обавештајном делатношћу.
Термин обавештајна служба има двоструко значење:
- То је делатност усмерена на прикупљање посебно чуваних података о другим земљама или унутрашњим противницима који делују тајно и
- То је државна организација која прикупља ове податке.

Појам обавештајна служба подједнако се односи на делатност и организацију која се том делатности бави. Служба је група људи који обављају послове у име заједнице.
Постоји неколико дефиниција обавештајне службе, али се данас дефинише као "специјализована, релативно самостална институција државног апарата, овлашћена да легалним, али и тајним средствима и методама, прикупља значајне обавештајне податке и информације о другим државама или њеним институцијама и могућим унутрашњим противницима сопствене државе, потребне за вођење политике земље и предузимање других поступака у миру и рату и да сопственом активношћу, самостално, или у сарадњи са другим државним организацијама, спроводи део државних и политичких циљева
земље." 

### Настанак
Обавештајне службе јављају се у време појаве држава, као основног облика класног организовања друштва. Међутим, први писани извор о обавештајној делатности сеже око 4000 година уназад, будући да су археолози, откопавајући остатке града државе Мари на реци Еуфрат, пронашли глинену плочицу на којој је забележен најстарији шпијунски извештај на свету.
Од када постоји човек, постоји и потреба човека и његових организација да сазнаје тајне других људи и да прикрива податке о себи или организацији којој припада. Од те потребе да се информације сазнају и заштите па до формирања обавештајних служби као органа државе, пређен је веома дуг пут. У старом и средњем веку, личности од посебног владаревог поверења обављале су обавештајну делатност као повремену делатност у складу са указаном потребом. Прве сталне обавештајце имале су италијаснки градови-државе, који су слали своје сталне трговачке представнике по другим деловима Европе. Они су се, поред трговачких послова, бавили и прикупљањем података о привредној ситуацији и конкуренцији а потом и о политичким питањима.
Настанку обавештајне службе као посебне организације државе претходила је обавештајна делатност коју су реализовали непрофесионални појединци или неформалне групе људи једне људске заједнице. Они су, по налогу вође или руководства дотичне заједнице, као уходе или извиђачи првенствено настојали да прикупе податке о војној моћи суседних људских заједница... Дакле, настанку обавештајне службе као институције претходила је потреба за откривањем војних могућности суседа (противник, непријатељ), а тај задатак су извршавали посебно талентовани појединци и групе." 
Пре настанка капиталистичког начина производње и стварања великих националних држава, обавештајна делатност у рату сводила се на извиђање и прикупљање података важних за доношење одлука у борби. "Међутим, нови начини производње, велика техничка открића и усложњавање државних апарата, наметнули су сложеније односе међу државама, а они су изискивали много комплексније и свеобухватније информације.
Савремене обавештајне службе су творевине и достигнућа капитализма. У то време, долази до усавршавања и проширења циљева обавештајних служби. Земље као што су Јапан, Немачка и Италија, развиле су обавештајне службе до максимума. Њихова делатност позната као "тотална шпијунажа" и примена начела "циљ оправдава средства", остаће непревазиђена у модерном друштву.
Настанак и развој обаештајних служби убрзало је:
- Често вођење ратова међу државама (сложени односи међу њима намећу потребу за више информација о другим земљама);
- Унутрашње и класне противречности (посебно контраобавештајне службе) и
- Развој државног апарата (прво је то била повремена функција у току рата, али стварањем централизованих држава прераста у сталну делатност).

### Врсте
Постоји више критеријума према којима се класификују обавештајне службе, а неки од њих су следећи:
- Према месту у државној организацији тј. положају у обавештајно-безбедносном систему (централне и ресорне);
- Према називу (војне и цивилне);
- Према врсти делатности (опште и специјализоване);
- Према блоковској подељености (националне и наднационалне);
- Према карактеру спољне политике (одбрамбене и офанзивне).

У многим земљама, данас, постоји следећа подела обавештајних служби:
- Централна обавештајна служба - врши обавештајну обраду других земаља и спроводи тајне акције на највишем нивоу из домена политичке, војне, економске и дипломатске стратегије. Војнообавештајне службе намењене су прикупљању обавештајних података о оружаним снагама других земаља, и да највишем војном и политичком руководству обезбеде податке, анализе и процене о евентуалним намерама страних армија ради вођења политике општег ратног планирања и конкретне употребе оружаних снага у рату.
- Војнообавештајна служба - је ресорна обавештајна служба која има задатак да истражује једну област друштвеног живота или један безбедносни проблем најпре из војне области. Ресорна обавештајна служба углавном се налази у оквиру некох министарства или друге државне институције, и има задатак да обавештајно обезбеђује државни ресор којем припада.
- Обавештајна служба Министарства иностраних послова - има задатак да обавештајно обезбеди делатност Министарства иностраних послова у смислу обраде питања иностране проблематике и да руководству земље обезбеди податке, анализе и процене за вођење унутрашње и спољне политике земље.
- Економска обавештајна служба - обрађује економику других земаља и даје ресорним службама спољне трговине, податке, анализе и процене о економском стању и могућностима других земаља да спроведу своје акције и постигну оптималне резултате.
- Нуклеарна обавештајна служба - обрађује институције за нуклеарно истраживање у другим земљама и индустријска постројења која се баве производњом нуклеарног наоружања, те прибавља податке, анализе и процене о количинама нуклеарних борбених средстава, технологија и могућностима даљег усавршавања и производње.
- Наднационална обавештајна служба - обезбеђује податке, анализу и процену о оружаним снагама и другим приликама на територији противника.[6]

### Карактеристике
Без обзира на различите дефиниције обавештајних служби, које се могу срести у различитим литературама, постоје неке опште карактеристике обавештајних служби. То су следеће:
- Обавештајне службе представљају инструмент у функцији реализације виталних интереса носилаца власти;
- Имају обележја тајности;
- Превентивност се јавља као основна функција;
- Делују кроз обавештајну, субверзивну и контраобавештајну активност као три основне области рада;
- Примењују специфичне методе и средства;
- Користе достигнућа науке и технологије у процесу рада;
- Обавештајне службе су специјализоване и професионалне.

Обавештајне службе јесу државне организације које представљају део извршне власти, односно државне управе. Њихова основна делатност је прикупљање, обрада и достављање обавештајних података надлежним државним органима. Оне су специјализоване државне институције и релативно самосталне од других структура државног апарата, а њихова делатност је у функцији дефинисања државне политике. Обавештајна служба омогућава државном апарату да своју активност усмерава на поузданим, веродостојним и тачним подацима. Обавештајне службе великих сила имају офанзивни карактер, а малих земаља одбрамбени карактер и усмерене су на откривање и сузбијање тајног субверзивног деловања који угрожава безбедност дате земље.

### Принципи рада
Обавештајне службе се у свом раду придржавају неких основних принципа. Принципи рада утврђују се на основу опште политичке концепције државе, политичких, војних и других циљева једне државе према другим државама, улоге обавештајне службе у њиховој реализацији, као и карактеристика обавештајне и субверзивне делатности. Неки принципи рада односе се се на све обавештајне службе, а постоје и неки принципи који су специфични за за сваку обавештајну службу. Међутим, постоје неки основни принципи рада који се односе на рад савремених обавештајних служби.
То су:
1. Свеобухватност у раду - принцип где обавештајне службе покушавају обавештајно да обухвате сва подручја живота и рада других земаља, без обзира на текуће и тренутне потребе. Свеобухватност се примењује како по циљевима обавештајног интереса тако и по простору који се обавештајно обрађује. Овим принципом прикупљају се подаци о стању, положају и приликама у другим земљама.
2. Непрекидност и интензитет деловања - је принцип који се односи на непрекидност деловања и континуитет рада који се увек одржава. У зависности од односа стања између појединих држава, у интензитету деловања може доћи до промена. Пример је затегнута међународна ситуација где долази до врло интензивног обавештајног деловања.
3. Циљ оправдава средство - је принцип који се највише примењује у обавештајним службама великих сила, међутим, треба напоменути да и се и у осталим службама овај принцип примењује. Овај принцип представља један вид агресије, јер да би ове службе оствариле своје циљеве спремн су на све укључивши и: уцењивање грађана других земаља, исценирање разних ситуација као што су судски процеси, повреде туђих територија, убиства и киднаповање и тако све до провоцирања оружаних интервенција.
4. Инфилтрација и агресивност при извршавању задатака - често се дешава да службе неке земље имају претензије према другој земљи, па покушавају на сваки начин да се инфлитрирају у њихове редове. У мирнодопским условима, инфлилтрација се врши у два правца: настоје се инфилтрирати у обавештајни и безбедносни систем других земаља; настоје се инфилтрирати и обезбедити позиције у свим осталим политичким, војним, привредним, научним, културним и другим срединама тог друштва. Ове службе такође теже и масовној инфлитрацији одакле проистиче агресивност у извршавању задатака. Дрско и енергично продиру у институције других земаља (противника), које доносе значајне одлуке, како би се избегло пасивно ишчекивање догађаја.
5. Објективност, веродостојност и провера - је принцип који захтева од обавештајних служби да прикупе све веродостојне и објективне податке о стању за које постоји одређени интерес. Да би се овај принцип примењивао, мора да постоји провера свих података од три стране. Овај принцип зависи од појединаца који често субјективно гледају на одређена питања.
6. Правовременост у раду - је веома битан принцип јер сви подаци морају бити прикупљени на време и достављени обавештајним службама, у супротном закаснели подаци губе своју вредност.
7. Оригиналност у поступцима - тј. оригинално решење је оно чему теже све службе. Да не би дошло до преузимања акције од друге стране, сваки корак своје активности обавештајна служба детаљно припрема, не препуштајући ништа случају нити импровизацији.
8. Тајност рада - односи се на тајно чување података, али под тајним се подразумева само ако друга страна не зна где се налазе ти подаци, у супротном се не сматра тајном. Зато обавештајне службе, поред мера безбедности, користе се и дезинформацијама да обману супротне стране, што доприноси већем степену тајности обављања задатака.
9. Планирање задатака - је принцип по којем се задаци планирају на основу одлука, наређења или заповести надлежних државних органа. Такође се врши и на основу процене обавештајне ситуације. Нису дозвољени самоиницијативни поступци, ако унапред нису планирани јер се мора предвидети сваки могући корак и добро анализирати даља акција.
10. Градирање-разврставање задатака - је принцип по којем се задаци разврставају према значају и карактеру, док се градирање задатака врши на стратегијске, опаретивне и тактичке по једној, и на политичке, војне, економске и друге задатке по другој основи.
11. Централизација рада и руковођење - зависно од карактера организације државне управе, централизација је код једних земаља више, а код других мање присутна. То је нужност која извире из природе обавештајног рада, мада може бити и сметња, нарочито у ратним условима. Управо због тог разглога, принцип централизације, иако је нужан, није увек и свугде до краја примењен.
12. Релативна самосталност у деловању - се примењује у ситуацији деловања одређених обавештајних служби и органа чија улога и намена захтевају такав статус. Свака ресорна обавештајна служба и војно обавештајна служба су релативно самосталне у свом раду.
13. Специјализација у раду - настала је на основу свеобухватности у раду. Такође, обавештајно праћење и истраживање великог броја питања стручног карактера захтева уже стручни прилаз појединим проблемима. Зато се специјализација у раду примењује у свим активностима обавештајних служби, са циљем максимално квалификованих резултата рада за најкраће време.
14. Тимски рад - настаје због потребе специјализације у раду обавештајних служби. Циљ је да се за краће време реше многа обавештајна питања уз минимални ризик.[6]

## Појам дипломатије
Реч дипломатија има корен у грчкој речи диплома (грч. δίπλоω) која је означавала, у буквалном преводу, двоструко савијен акт издат од суверена. Касније се овај појам односи и на друга документа - у доба Римског царства диплома је подразумевала и званичне путне исправе за кретање путевима које су контролисале римске власти, а у Средњем веку је реч диплома означавала и све врсте службених докумената који су после успешних преговора и на свечан начин, размењивали цареви и краљеви преко својих посланика или директно. Учесници наведених преговора називани су дипломатама, управо по крајњем продукту њихове делатности- дипломи, а читав тај процес добио је назив дипломатија.
У најопштијем смислу, у свакодневном говору, под дипломатијом се подразумева способност, спретност или умешност у вођењу неког посла. Са друге стране, стручније одређење дипломатије није могуће без њеног повезивања са појмом спољне политике државе, коју она води као субјекат међународних односа и међународног права.
Постоје бројне дефиниције дипломатије, које се могу срести у научним и стручним радовима. Тако, неки теоретичари дипломатију суштински виде као инструмент спољне политике једне државе, а кључним елементом дипломатије сматрају организацију која се њоме бави и лица која је реализују. Дакле, под дипломатијом се подразумева онај државни апарат, односно организација, која реализује спољну политику, односно која је одговорна за формулисање и спровођење спољне политике.
Други сматрају да се дипломатија може изједначити са техникама спољне политике- дипломатија је технички инструмент спровођења спољне политике. Они сматрају да је кључни елемент дипломатије метод односно поступак за остваривање циљева спољне политике, а не људи који их реализују. Истина је да се поступци и методе не могу замислити без лица који их релаизују, али присталице ове дефиниције дипломатије сматрају да ће сваки дипломата реализовати налоге своје државе без обзира на сопствено мишљење.
Трећа група теоретичара истиче значај дипломатије као вештине и умећа вођења међународних послова, нарочито преговарања, који захтевају висок степен професионалности, али и личних својстава као што су: проницљивост, оштроумност, сналажљивост и моћ запажања.
Четврти истичу да је дипломатија наука која учи како треба заступати, бранити и промовисати спољнополитичке интересе државе. Дакле, ови + теоретичари сматрају да је за успешно реализовање дипломатије неопходан велики фонд разноврсних знања из области политике, права, економије, историје, географије и других области.

## Однос дипломатије и обавештајних служби
Савремене обавештајне и дипломатске активности везују се за настанак модерних држава, најпре 15. век. У том периоду, међу италијанским државицама, у склопу трговачких послова, почиње веома озбиљно да се развија ова врста делатности. Богате италијанске градске републике имале су због својих разгранатих трговачких интереса потребу да путем својих представника одржавају везе са другим државама, а исто тако и да прикупљају преко поверљивих људи и добро чуване информације о противничкој страни. Италијанске средњовековне државице у својим трговачким пословима прикупљале су преко својих јавних и тајних канала и обавештајне податке, који су, углавном, били политичко-економског карактера и који су имали изузетну важност за даљи развој трговачких послова.
Упоредо са тим активностима, почев од 15. века, развијала се и обавештајна и контраобавештајна делатност. Насупрот спољној обавештајној функцији дипломата, унутрашња обавештајна служба осавремењује се тек у другој половини 18. века, са уобличавањем органа полиције јавне безбедности у Француској, Аустрији и другим европским земљама. У каснијем периоду, дипломатија је представљала обавештајни фактор у толикој мери да се у 16. и 17. веку за дипломату усталио термин часни шпијун (espion хоnorable). У то време се у Европи јављају и први квалификовани стручњаци за шпијунажу и контрашпијунажу, од којих су неки имали ранг државних саветника и министара.
Родоначелником дипломатије сматра се француски кардинал Ришеље (Armand Jean du Plessis de Richelieu, 1585-1642), који је 1626. године основао прво министарство спољних послова. Њему се, такође, приписују и заслуге да је, истовремено, организовао и веома ефикасну обавештајну службу.
У најужем схватању дипломатије, вођење међународних преговора и мирно решавање спорова, представља њену најважнију компоненту. Уз то, дипломатија је и умеће преговарања, што је једна од главних активности дипломатије. У процесу стварања и реализације спољне политике земље, па и дипломатије, значајна је улога обавештајних служби. Још у годинама Хладног рата било је евидентно да су се обе стране користиле обавештајним службама и у спољнополитичкој делатности, те да су у појединим ситуацијама шефови тих служби увелико утицали на укупност спољне политике, те дипломатије.
Уметност дипломатије умногоме зависи од активности обавештајних служби. Обавештајне службе помажу дипломатији да:
- Предвиди међународне кризе;
- Прецизно процени способности и немере и савезника и противника;
- Процени границе могућег усклађивања са савезницима и присталицама или супротсављања међународним противницима;
- Да открије, ако је могуће унапред, дипломатске преговарачке позиције "колега";
- Чак и да провери да ли противници или савезници поштују међународне обавезе.

Дипломатија зависи од рада обавештајних служби у многим случајевима, али исто тако дипломатија може да допринесе раду обавештајних служби. Наиме, док су војни аташеи у иностранству присутни ради олакшавања глатког функционисања међусобних војних односа, они такође, врше прикупљање обавештајних података. Официри и њихови запослени у тим војним аташеима су примарни извор обавештајних података о војној моћи нације, о борбеној спремности јединица, резултата њихових војних вежби, о важним личностима земље у којој су смештени итд.
Поред тога, дипломатско извештавање - иако се не сматра обавештајним, обезбеђује вредну позадину за обавештајне аналитичаре и то:
- О лидерству земље домаћина;
- О политици и политичким борбама за власт;
- О владиним намерама и оријентацији земље домаћина;
- О трендовима и струјама у друштву и култури земље домаћина;
- О економским перформансама итд.[8]

### Дипломате као обавештајци
Дипломатско право је кодификовано Бечком конвенцијом из 1961. године, у којој се наводи да су функције дипломатске мисије, између осталог и обавештавање свим дозвољеним средствима о условима и развоју догађаја у држави код које се акредитује и подношење извештаја о томе Влади државе која акредитује.
Циљ обавештавања, пре свега, требало би да има за циљ истраживање и изучавање свих области које су битне за развој земље у којој делују дипломатски представници друге земље, а што би довело о развијања добрих односа и сарадње између земаља. Засигурно је да свака земља, понекад, истражујући што тачније и истинитије податке, ипак не бира средства којим ће то урадити.
Дипломате се не могу прогласити шпијунима јер су познате властима државе пријема и њихова делатност припада некој познатој инситуцији, а не страној, недозвољеној организацији. Обавештајна активност дипломата је једна од функција коју дипломате остварују. Међутим, када се прекораче утврђене границе обавештавања, реч је обавештајном раду.
Границе дипломатске активности често се злоупотребљавају за обавештајноинформативну активност која је одређена практичним потребама спољне политике и обавештајне службе земље акредитације; пропагандно- субверзивну делатност усмерену према грађанима земље домаћина; политичке, економске и војне притиске и претње и сл. Бројни су примери у којима се запажа да владе налажу дипломатским представницима обављање одређених задатака иако се то супротставља са општим правилима поступања дипломатских представника.
И дипломата, попут обавештајца, мора бити способан да запажа, прати и оцењује у земљи у којој је акредитован, све битне промене које могу утицати и на матичну земљу, а да истовремено и сам налази начине како добити одређене податке и исте проследи матичној држави на употребу. Уколико се открије оваква активност дипломата, казниће се појединац или више њих. Стварни организатор је углавном држава иако то не признаје приликом откривања обавештајних афера.
Јавна је тајна да многе земље користе дипломатију у обавештајне сврхе- тајно постављање обавештајних оперативаца за извршавање дипломатских задатака и за прикупљање података за обавештајну службу. Због значаја посла који обављају дипломате као обавештајци или обавештајци као дипломате, многе државе имају своје дипломатске обавештајне службе. Такву службу имала је и Република Србија али је новим Законом о службама безбедности из 2007. године изостављена и укинута.
Наиме, у оквиру Министарства спољних послова, од 1949. године деловала је Служба за истраживање и документацију (СИД), као служба која се бави обавештајном активношћу у сврху реализације циљева спољне политике. Служба за истраживање и документацију (СИД) представљала је спољну обавештајну службу ресорног министарства, задужену за прикупљање, анализу, процењивање и достављање података политичке, економске и безбедносне природе о страним државама, међународним организацијама, групама и појединцима, од значаја за утврђивање и вођење спољне политике Републике Србије. Служба за истраживање и документацију (СИД) нарочито је прикупљала информације о намерама, активностима, прикривеном и тајном деловању које је усмерено на угрожавање уставног уређења, безбедности, суверенитета и територијалног интегритета Републике Србије, као и њених националних и државних интереса.
Без дипломатско-обавештајне службе нема озбиљне државе, јер она пружа незаменљиве информације о свим важним дипломатским питањима. Циљ ове службе је да државни врх буде што боље и благовременије информисан. Унутар дипломатских служби многих држава постоје посебне организационе јединице са кадром који је оспособљен за обавештајно најделикатније задатке и послове. Али, ма колико биле оспособљене, постојеће обавештајне службе нису у стању, због фактора ризика и последица које он са собом носи, да допру докле могу припадници посебне дипломатско-обавештајне службе.
Правовремена сазнања важна су да се испуне спољнополитички циљеви једне државе и сва Министарства спољних послова имају и обавештајни део дипломатског посла. Обавештајни рад је свакако саставни део спољне политике сваке земље и он може бити успешан, мање успешан, односно неуспешан, што зависи од спобности његових извршилаца. Постојање дипломатско-обавештајне службе са професионалним и добро обученим кадром, умногоме помаже вођењу и креирању спољне политике сваке земље.

## Обавештајна делатност у дипломатији
Општа безбедносна улога дипломатије у држави је заштита и остварење њених националних интереса на спољнополитичком плану, односно, допринос њеној спољној безбедности. Њена посебна безбедносна улога би, у том смислу, била обезбеђење информација и искустава за развој система безбедности, али и његово афирмисање у међународним оквирима, као система који је способан да обезбеди сигурност и економски просперитет својим грађанима. Обе наведене улоге се реализују кроз извршење функција и задатака дипломатије, које, да би потпуно биле сврсисходне, као крајњи продукт морају имати поуздану и проверену информацију, о свим питањима значајним за безбедност државе. Државно руководство у сваком моменту мора бити правовремено подржано са потребним информацијама, анализама и проценама ради доношења целисходних одлука у вођењу државне политике. Тиме се продуктивност рада сваког војно-дипломатског представника огледа у броју квалитетних информација, на чије се прикупљање, обраду, и њихово обликовање у садржајан извештај усмерава највећи део радног времена и енергије. Стога за већину активности војно-дипломатских представника можемо рећи да су мање или више обавештајног карактера.
Прикупљање података, њихова обрада и достављање корисницима на даљу употребу је класичан обавештајни процес, карактеристичан за рад савремених обавештајних служби, који је на одговарајући начин примењен и практикован у војнодипломатској пракси. У том смислу, рад војно-дипломатског представништва на прикупљању информација је у складу са основним начелима организације и методологије рада савремених обавештајних служби. Због тога савремену војнодипломатску праксу једнако детерминишу захтеви и задаци за обавештајну подршку одлука политичких и војних руководстава, Припадници војно-дипломатског представништва се у извршавању обавештајних задатака котисте различитим методама и средствима, а у зависности од постављених задатака, материјалних могућности која су им на располагању и свеукупних околности средине у којој делују.
Дипломатско право кодификовано је Бечком конвенцијом из 1961. године, која уопштено наводи функције дипломатске мисије па између осталог у члану 3., тачка д) каже да је поред осталих, функција и „обавештавање свим дозвољеним средствима о условима и развоју догађаја у држави код које се акредитује, и подношење извештаја о томе држави која акредитује“.
Можемо закључити да конвенција међународног права забрањује шпијунажу као и остале недозвољене методе али зато не утиче на дозвољене методе обавештавања нити их посебно наводи. Треба знати да обавештавање није само усмерено на земљу пријема већ се оно протеже и на оне земље у којима не постоји званична дипломатска мисија а може бити упућено и на остале земље или међународне субјекте. Обавештавање треба пре свега да буде тачно и правовремено, а извори могу да буду јавни, у виду књига, стручних часописа и билтена, радио, телевизијских и интернет медија, а посебни и јако битни извори су они из службених и личних контаката где се могу сазнати елитистичке (не доступне свима, високог нивоа) информације. Дипломатски агенти су у свакодневном контакту са људима из парламентарног живота, привредем дипломатије, политичких странака, културно-уметничког живота па и научних кругова државе пријема и одатле црпе своје информације а које су широког опсега и могу бити искоришћене од стране државе акредитације. Они су ту ради прикупљања информације битних за своју Владу, а о томе су упознати и Министарство иностраних послова, Министарство унутрашњих посова као и остали органи државе пријема.

### Оперативни принципи
Прекорачење утврђених граница у нормалном функционисању дипломатско-конзуларних представника државе, односно прелажење границе обавештавања представља обавештајни рад. Иако су прописане привилегије и имунитети намењени гарантовању и обезбеђивању нормалног обављања функција дипломатске мисије а и са друге стране заштити интегритета државе пријема, кроз историју, а и данас, долази фо честе злоупотребе истих. Поменуте злоупотребе огледају се у:
1. Обавештајно-информативној активности која је одређена практичним потребама спољне политике и обавештајне службе земље акредитације;
2. Пропагандно-субверзивној делатности, усмереној према грађанима земље домаћина;
3. Политичким, економским и војним притисцима и претњама;
4. Повезивању са одређеним групама људи које пружају помоћ у деловању против постојећег поретка земље код које су акредитовани.[13]

Што се тиче одговорности једне државе за рад њених организација у иностранству, она је посебно мала и немерљива када је у питању обавештајни рад и практично се не исказује.
Активности одбрамбене дипломатије би требало да буду вођене на основу оперативних принципа, који су важни у процесу планирања и посебно реализације. Основни оперативни принципи били би јединство акција у спољној политици, поштовање споразума и обавеза према међународним организацијама, интеграција и координација активности, ефективност и економичност средстава:
1. Јединство акција у спољној политици – све активности морају бити усаглашене или ограничене општим оквиром спољне политике, те примењене у координацији са министарством спољних послова по принципу заједничке спољнополитичке акције.
2. Поштовање међународних споразума и обавеза – билатералне активности министарства одбране и спољних послова државе морају бити усаглашене са основним принципима и захтевима УН и ОЕБС, као и у контексту посвећености резултата од чланства у другим међународним организацијама које су релевантне за одбрану и безбедност, нарочито војне и друге политичке организације.
3. Интеграција и координација активности – све активности морају бити у складу са општим смерницама, циљевима и приоритетима министарства одбране и спољних послова. У том смислу је потребан висок ниво интеграције у координације активности, због чега држава мора имати посебно тело (биро, комисија секретаријат или дирекција) које би се искључило бавило координацијом међународне активности.
4. Ефективност и економичност средстава – у околностима где су ресурси увек ограничени, финансијска средства морају бити додељена најважнијим активностима или приоритетизованим циљевима, што укључује оптимизацију менаџмента и евалуацију резултата. Овде је ефективност и постигнути резултати нешто што примарно утиче на добијање финансијских средстава.[14]

### Легитимне активности
Већ је поменуто да се задаци прикупљања обавештајних података у савременој војнодипломатској пракси извршавају искључиво на легитиман начин. Међутим, такође је истакнуто да је линија између легитимног и нелегитимног начина рада у дипломатији веома танка. Да ли ће рад војно-дипломатског представништва у некој земљи бити окарактерисан као легитиман или нелегитиман, зависиће, пре свега од тога да ли оно у раду поштује међународно прихваћене принципе и законе, али и од наклоности земље домаћина. У сваком случају, војно-дипломатско представништво се на задацима обавештајног карактера (прикупљању информација) може ангажовати на пожељан легитиман или непожељан нелегитиман начин.
Легитимне активности на прикупљању информација су, донекле, уоквирене Бечком конвенцијом о дипломатским односима, али су, најпре, регулисане позитивним законским прописима и обичајима земље домаћина. Битну улогу у одређивању легитимности рада војно-дипломатског представништва игра и политичка наклоност земље домаћина, која ће у случају добро развијених билатералних односа, много шире тумачити појам легитимности и толерисати већину одступања у раду.
Многе државе под легитимним начинима прикупљања информација подразумевају оне активности чланова војно-дипломатског представништва, које су међународним и њеним унутрашњим законодавствима дозвољене, а то су:
1. Праћење и анализа средстава јавног информисања и стручне публицистике;
2. Присуство на организованим активностима за војно-дипломатски кор;
3. Самосталне посете војним јединицама и установама;
4. Службени и неформални разговори са представницима оружаних снага и другим органима државне управе земље домаћина, и
5. Контакти са осталим припадницима војно-дипломатског кора.[15]

Реалност показује да есенцијалне податке може прикупити само човек, преко извора који су у непосредном контакту са поверљивим подацима. Они приликом саопштавања тих података чине инкриминисану делатност која је позната као кривично дело шпијунаже. Са друге стране, сувопарно коришћење легалих извора података попут књига, часописа, интернета, вести и др. може попримити карактер канцеларијског посла, што није својствено послу војно-дипломатског представника. Активно учешће у приказаним активностимаподразумева да војно-дипломатски представник поседује високостручне квалитете војнообавештајног официра и основна знања доброг аналитичара.
Интенција сваког војно-дипломатског представника треба да буде стварање што више друштвених веза, односно упражњавање што више друштвених активности са лицима у држави пријема. Душан Вилић у свом делу наводи „Сматра се да обавештајни органи више резултата постижу преко друштвених веза него другим методама деловања, јер прикупе низ корисних података, а не излажу се већим опасностима да буду компромитовани. Сваки контакт они припремају и прорачунато наступају, настојећи да при томе продру у све слојеве друштва. На први поглед те друштвене везе изгледају спонтане, неорганизоване, а у суштини представљају значајну форму рада обавештајних служби“.
Општа карактеристика легалног начина прикупљања података јесте „да се све мање-више зна, углавном се презентује већ виђено и познато“ Наравно, треба очекивати и пласирање дезинформација у читавом спектру различитих информација. Квалтитет информације обезбеђује и чин (звање) и функција саговорника. Понекад легални рад може бити и у функцији стварања подлоге за илегално деловање, односно стварање мреже поверљивих сарадника у објектима интересовања државе пријема.
Легалне форме рада не смеју бити приоритет деловања војно-дипломатског представништва у држави пријема, јер су међународни односи променљива категорија. У погоршаним међудржавим условима, легалне форме рада могу бити изузетно отежане или у потпуности елиминисане, па забрањене форме рада остају једина алтернатива.

### Нелегитимне активности
Међутим, нелегитимни начини прикупљања информација свакако су алтернатива легитимним начинима у таквом раду. Војнодипломатски представници их примењују обично онда када су исцрпили све доступне легалне начине, а у циљу извршавања хитних и важних обавештајних задатака. То обично подразумева њихово ангажовање мимо уобичајених норми дипломатског понашања, али и, по потреби, активно деловање на изградњи илегалне обавештајне мреже.
С тим у вези, постоје одређене активности у раду дипломатско-конзуларног представништва које већина држава пријема, благо речено, не гледа са симпатијама и не толерише њихово одвијање на сопственој територији. Најчешће се ради о следећим активностима:
1. Ненајављено путовање по територији државе пријема;
2. Тајно осматрање војних објеката и активности;
3. Контакти са дисидентима и опозиционим структурама;
4. Кретање у субсоцијалним структурама друштва;
5. Куповина информација од грађана државе пријема;
6. Прављене илегалне информативне мреже у држави пријема.[17]

Нарочито непожељним (нелегитимним) активностима војно-дипломатског представништва на прикупљању информација се сматрају оне које би готово свака држава окарактерисала као непријатељске. Те активности су успостављање илегалне обавештајне мреже и врбовање грађана државе пријема, куповање информација о њеним тајнама, организовање субверзивних и других непријатељских радњи. Ангажовање припадника војно-дипломатског представништва на оваквим активностима је крајњи метод, који се примењује на територији државе пријема и претпоставља затегнуте дипломатске односе, непријатељске намере једне према другој, непосредну угроженост њихових националних интереса и друго. Таквим активностима се ризикује углед сопствене државе, због чега се ангажовање припадника војно-дипломатског представништва у њима данас ретко примењује. Делатност војно-дипломатских представника је углавном аналитичког и организационог карактера, те су војне дипломате, сходно томе, пре свега одлични аналитичари и организатори прикупљања информација легитимним методама.
Без обзира на чињеницу да је обавештајни рад прерастао у делатност организованог и специјализованог карактера, он је и данас остао присутан у великој мери у дипломатској пракси. Потреба за обавештајним радом у оквиру војнодипломатске праксе проистекла је из потребе за добрим познавањем противника, његових бојних потенцијала, слабости и намера, и из немогућности држава и њихових војски да остваре своје циљеве, пре свега агресивне, јер је таква намера изложена међународној компромитацији и последицама које из ње проистичу.
Забрањени метод рада са свим формама његовог спровођења представља примена постојећих облика тајне обавештајне активности ради обезбеђења корисних информација и материјала за обавештајно обезбеђење претпостављене команде (установе), осносно правовремено информисање највишег војног и политичког врха. Применом забрањених метода рада настоје се формирати дугорочни извори обавештајних података. Стварање сарадника и сарадничке мреже представља врхунац примене забрањених облика рада појединца, односно обавештајног центра неке земље у држави пријема. Посао стварања сарадничке мреже је прилично захтеван и комплексан, и подразумева адекватну обуку и инструисање, а првенствена ангажовање сарадничких веза, чијим би се оспособљавањем створили оптимални услоби за успешну обавештајну активност, како у миру, тако и у кризним ситуацијама. Управо због тога примена забрањених метода рада, тј. рад са сарадницима представља највећу вредност сваке војнообавештајне и обавештајне службе.
Искуство је показало да се добро организованом мрежом сарадника може доћи до тајних информација до којих се иначе не би ни једном другом методом дошло. Но, примена забрањених метода обавештајних служби на страној територији је законом забрањена, па јој као таквој треба обезбедити пуну тајност, како органа обавештајне делатности, тако и извора, ради избегавања компромитације, законских санкција итд., које би уследиле као последица шпијунске делатности, јер то и јесте типична шпијунска делатност. Ради тога се у примени ове методе ослонци траже у дипломатији, као једном од најстаријих паравана обавештајне делатности. У својој дугогодишњој традицији, дипломатија је задржала две важне предности. сигурност да у случају откривања недозвољеног рада дипломата (обавештајац) неће одговарати, и колико-толико оправдање за његово присуство на одређеном подручју са разложним интересовањем за одређене проблеме живота државе у којој обавља дипломатску дужност.

#### Последице нелегитимних активности
Држава пријема може у извесној мери да толерише примену забрањених метода рада, односно прикупљање података од стране војно-дипломатској представника на поменути начин, али само ако се ради о веома ретким и појединачним случајевима. Међутим, уколико је примена забрањених метода рада од стране војно-дипломатског представника очигледна и документована од стране контраобавештајне службе државе пријема, дотични војно-дипломатски представник ће истог тренутка бити проглашен за „persona non grata“ у тој држави. Након тога, следи повлачење војно-дипломатског представника од стране државе одашиљања (уколико се државе усагласе да случај не изађе у јавност), или војно-дипломатски представник бива протеран из дипломатског представништва, без обзира која га је држава упутила на дужност. Последица има више, како по Министарство одбране, које је вршило избор, припрему и обуку дотичног војнодипломатског представника, тако и по личност дотичног војно-дипломатског представника. Дотични војно-дипломатски представник добија етикету шпијуна, која ће га пратити током каријере, што се карактерише као негативна особина, без обзира што сви војно-дипломатски представници, било које државе, обављају у оквиру својих многобројних дужности управо и ту обавештајно-шпијунску дужност. Но, дипломатски представници се ни у међународном праву ни у законодавствима држава не третирају као обавештајни органи, а право на извештавање је једна од обавеза војно-дипломатског представника, због које је акредитован у некој земљи. Војно-дипломатски представници у држави пријема могу прикупљати и поверљиве податке, а да се не могу сматрати одговорним за дело шпијунаже, јер је сасвим уобичајена појава да војно-дипломатски представник одржава и развија званичне и незваничне контакте са цивилним и војним лицима државе пријема, који по било ком основу обављају у њиховој структури веома одговорне дужности, али све док га обавештајна или контраобавештајна служба државе пријема не окарактерише као шпијуна.

## Развијене дипломатске обавештајне службе

### Велика Британија
МИ6 (Secret Intelligence Service) се налази у саставу Министарства спољних послова Велике Британије. Она је пре свега спољна обавештајна служба, али врло често извршава обавештајне задатке и на територији државе. Без обзира што се формално налази у саставу министарства спољних послова, они није типична дипломатска обавештајна служба само у оквиру ресора свог министарства, већ је више у фактичком смислу независна, аутономна централно обавештајна служба и њен директор комуницира директно са премијером или координатором.
Постојање МИ6 је дуго држано у тајности. Премијер Уједињеног Краљевства Џон Мејџор тек је 6. маја 1992. године пред Доњим домом Парламента признао постојање Тајне обавештајне службе. До усвајања Закона о обавештајним службама 26. маја 1994. године, делатност обе службе била је илегална.
Деведесетих година 20. века рад Тајне службе се и институционално уређује. Поменути Закон о обавештајним службама је донет 1994. године и у његовом првом параграфу се каже да „Тајна обавештајна служба (СИС или МИ6) делује под надлежношћу државног секретара и њене функције су прикупљање и пружање информација у вези са делима и намерама лица ван Уједињеног Краљевства и обављање других задатака у вези са делима и намерама таквих лица“.
Према истом параграфу, МИ6 мора деловати само у интересу националне безбедности, са посебним нагласком на одбрану и међународну политику њеног краљевског височанства у Уједињеном Краљевству, или у интересу економског благостања Уједињеног Краљевства и у циљу откривања озбиљних кривичних дела.
На челу се налази директор који је за рад службе директно одговоран премијеру. Његове обавезе су да у складу са законом:
- Осигура методе које ће гарантовати да служба не прикупља никакве информације осим оних које су неопходне за одговарајуће обављање неопходних функција и да не открива више информација него што је то неопходно за функционисање службе.
- Да служба не предузима никакве акције у интересу било које политичке партије у држави.

Он подноси обавезни годишњи извештај о раду службе премијеру и државном секретару, а у случају да су наступиле одређене значајне околности извештај се може подносити у било које време у току године.
МИ6 је током година мењала приоритете, али и организациону структуру. Од 2001. организација ове службе је рационализована на:
1. Директорат за операције;
2. Директорат за оперативну подршку;
3. Одељење за општу подршку;
4. Директорат за контраобавештајни рад и безбедност;
5. Директорат за кадрове и администрацију;
6. Група саветника за област међународних односа;
7. Јединица за везу са страним обавештајним службама.[19]

МИ6 је најстарија обавештајна организација у савременом свету. Има богату историју, деценијама прикупљано искуство и континуитет у раду. Веома је успешна у спровођењу обавештајних и необавештајних задатака (субеверзивне активности). Располаже веома квалитетним, образованим, добро мотивисаним и поузданим кадром. Пре одласка у неку земљу, обавештајци је прво добро упознају као новинари, путници, дипломатско-конзуларни представници и слично, па тек онда одлазе у својству агента који развија своје обавештајне активности. Њихови обавештајци се традиционално специјализују за поједине области или одређене државе, и ту обављају своје задатаке све до пензије. Након тога раде у фирмама и разним удружењима чији је рад усмерен на иностранство. Тако се осигурава да цео живот остају у вези са својим обавештајцима и у случају потребе у могућности су да се поново баве обавештајним радом.
Приликом селектовања кадрова МИ6 не жали ни време ни новац. Због тога је класична агентура ове службе висококвалитетна. Начин на који врбује агенте је посебног караткера, због тога се често за њихове агенте каже да су пре свега одани пријатељи земље, људи који искрено цене и следе систем вредности који пропагира Велика Британија. За стварање оваквог односа некада су потребне и године, најчешће се први контакт остварује још за време школовања. Врло је често да се агентурни однос преноси у породици "са оца на сина". Агенти некад нису ни свесни да раде за обавештајну службу, већ мисле да само делују у најбољем интересу државе. Један од начина прибављања кадрова јесте и "стварање агената од утицаја". То су лица која уз помоћ службе заузимају високе позиције у друштвеној лествици земље од интереса за службу. Када једном успсотави агентурни однос, служба га ретко прекида, једино је могуће да дође до "конзервирања" на одређено време.
Рад МИ6 се дугорочно планира и није кампањског карактера. То је у сагласности са циљевима службе, они су стратешки и сугеришу да се "размишља на дуже стазе" и у непосредној су вези са спољнополитичким интересима Велике Британије. У свом раду служба има помоћ од државних органа, али и приватних институција, банака, мултинационалних компанија и слично.
Обавештајна делатност се најчешће спроводи из дипломатско-конзуларних представништава, и она су руководећа институција за све британске институције политичког, економског и другог карактера у земљи домаћина. Служба настоји да своје задатке обавља тајно и да се не компромитује исхитреним потезима.

### Француска
Француска влада је Службу за спољну документацију и контрашпијунажу (СДЕЦЕ) формирала 1945. године, која је била директно потчињена премијеру. Шарл де Гол је за време своје владавине ову службу потчинио министру одбране, а 1982. је донет Декрет о оснивању Генералне дирекције за спољну безбедност која је преузела организационе, кадровске и материјалне потенцијале СДЕЦЕ.
Служба има следеће огранке и одсеке:
- кабинет директора,
- одељење за прикупљање обавештајних података,
- одељење за контрашпијунажу,
- служба за странце,
- служба за организацију и реализацију акција,
- дипломатски саветник,
- одељак за инфраструктуру и средства,
- одељак за обуку,
- одељак за везу са Службом за безбедност и контролу територије (ДСТ),
- саветник за психологију,
- администрација.

Пракса у овој служби је да се шефови одсека и служби састају свакога дана и састављају „Обавештајни извештај“, у који улазе информације прикупљене за последња 24 часа. Најзначајније се прекуцавају на белом папиру и то су „информације у које не треба сумњати“. Други део билтена (информације из других извора) куца се на папиру зелене боје, а трећи на папиру розе боје. Трећи део се шаље искључиво Дирекцији за безбедност и контролу територије (ДСТ) и односи се на делатност страних обавештајних служби на територији Француске. Бели листови извештаја се достављају председнику Републике редовно, а остали део извештаја на његов лични захтев, који поставља на основу кратке информације о садржају тог дела извештаја.
Прикупљени подаци се класификују према изворима по следећем:
- Са „А“ означавају се подаци добијени из јавних публикација и других материјала страних земаља. Сви ови материјали се сливају у централу Службе, где се врши њихова тријажа и интересантни текстови преводе. Рад се одвија по секцијама, које се формирају према географском положају земаља из којих материјали потичу. Географске секције се групишу у „студијске области“. Секцијом руководи нижи официр, а студијском облашћу виши официр – аналитичар, који на основу обрађених података израђује „регионалне синтезе“ о одређеним питањима.
- Са „Б“ се означавају подаци који се прикупљају прислушкивањем жичаних и радио веза у земљи (дипломатско конзуларне мисије, страна иднустијско-трговинска представништва, новинске агенције и слично) и у иностранству, као и војних и државних веза страних земаља међу собом. Том делатношћу се бави Група за радио електонску контролу (ГСР) и Међуресорска група за контролу (ГИЦ) о прикупљеним подацима, чији најзачајнији делови улазе у „Обавештајни извештај“ (зелени и розе део).
- Са „Ц“ се означавају подаци прикупљени искључиво у иностранству, од стране мреже сардника, шпијуна, осматрача и других. За организацију прикупљања података на овај начин, задужена је служба за органзацију и реализацију акција. У домен рада те службе, између осталог, спадају и откривање, праћење и контрола рада страних агената у страним земљама и преврбовање „двоструких агената“. Веза и кореспонденција са агентуром обавља се дипломатским каналима, преко резидената, специјалних курира, шифрованим радио порукама и огласима у дневној штампи.

СДЕЦЕ је располагала извесним бројем конспиративних објеката у којима су се одржавали контакти са странцима. То су једина места где је сарадник могао да се сретне са официром који га држи на вези, јер је сарадницима најстрожије забрањено да долазе у Службе.
Објекти који служе за прикривање делатности Службе најчешће су у форми разних трговинских друштава и фирми, или превозничких агенција. Међутим, постоји и велики број конспиративних вила, станова, као и хотела и слично у којима се сусрети одвијају неометано. Сви ти објекти се налазе на територији Француске, а највећи број у Паризу и околини. Због тога, Одељење за прикупљање обавештајних података службе (СР) долази често у сукоб са ДСТ, у чијој је надлежности обавештајни и контраобавештајни рад на националној територији.
Тренутно у оквиру Министарства спољних послова делују Центар за анализе и прогнозе и Национална комисија за обезбеђење информационих система, али оне немају карактер посебно издвојене службе.

### Израел
Једна од главних обавештајних служби у Израелу, која се у домену својих акција бави и дипломатским обавештајним радом јесте Центар за истраживање и политичко планирање Министарства иностраних послова Израела. У време образовања државе Израел, орган који се бавио обавештајним пословима било је Политичко одељење. Оно је наставило са радом све до реорганизације 1952. године када је расформирано, а створен нови Мосад у који је део људства тог одељења био укључен, а део отпуштен. На челу одељења у време стварања државе био обавештајац Борис Гуриел, пореклом литвански Јевреј, он је био врло успешан у обавештајном раду. Своје обавештајце је разместио по многим престоницама Европе, а најважнији центар се налазио у Паризу. Као најважније достигнуће у борби за независност ове службе наводи се да је један од оперативаца успео да се докопа ратног плана Сирије. Овај план у рукама Изрелаца је у ратним околностима значио много и захваљујући њему на сиријском фронту су постигнути велики успеси у одбрани. Након овога служба наставља и даље да делује, али уз конфликте и спорења са другим службама.
Служба је након прве реоранизације Министарства спољних послова била потчињена генералном секретару министарства. После коначног успостављања безбедносног система у новој држави ова служба остаје маргинализована и скрајнута, функционише у сенци других служби. Међутим, дешавања за време Октобарског рата који се водио између Израела и коалиције арапских земаља под вођством Египта и Сирије су утицала да се ова служба поново афирмише. Тада је дошло до неуспеха у првој фази рата и за то је окривљена војна служба АМАН. Након тога су уследиле анализе да би се установило где је грешка. То је пружило могућност да се критикује минимално учешће ове службе, да се реафирмише њена улога и да се критикује монопол на доношење одлука и анализа који су до тада имале друге службе. Том приликом донете су нове одлуке, и промењен је назив службе, добила је нови који је и данас важећи. Она би требало да буде аналитички центар када се ради о спољнополитичким питањима. Центар се бави самосталним прикупљањем података у иностранству, анализирањем и проценом тих података и на основу тога израдом својих процена и закључака коју достављају директно премијеру и влади. У овом послу она је независна у односу на друге службе. Замишљена је као аналитички врх у коме се врши политичко планирање за потребе министарства, а све друге службе које сачињавају систем, дужне су да доставе своје податке и процене. У свакодневној политици дужност центра је да укаже на кораке које треба предузети на међународном плану, у односима са другим државама, али и да укаже на потенцијалне опасности које могу да угрозе Израел. Ово су теоријске функције центра, али у пракси је често ситуација много другачија, Мосад је у појединим фазама готово преузео улогу министарства, а чак су и неки политичари злоупотребљавали своју позицију и водили политику мимо министарства и центра.